# Chudschra
Eine Chudschra, Khudschra, Khujra, Hudschra oder Hujra beschreibt eine Zelle, einen kleinen Wohnraum für Studenten, in einer Medrese beispielsweise in Usbekistan. Auch wurden Räume für reisende Derwische in einer Khanqah so bezeichnet.